# Подчетртек (община)
Община Подчетртек (словен. Občina Podčetrtek) — одна з общин Словенії. Адміністративним центром є місто Подчетртек.

## Населення
У 2011 році в общині проживало 3325 осіб, 1684 чоловіків і 1641 жінок. Чисельність економічно активного населення (за місцем проживання), 1380 осіб. Середня щомісячна чиста заробітна плата одного працівника (EUR), 781,68 (в середньому по Словенії 987.39). Приблизно кожен другий житель у громаді має автомобіль (52 автомобілі на 100 жителів). Середній вік жителів склав 41,3 роки (в середньому по Словенії 41.8). 